# Liste der Kellergassen in Matzen-Raggendorf

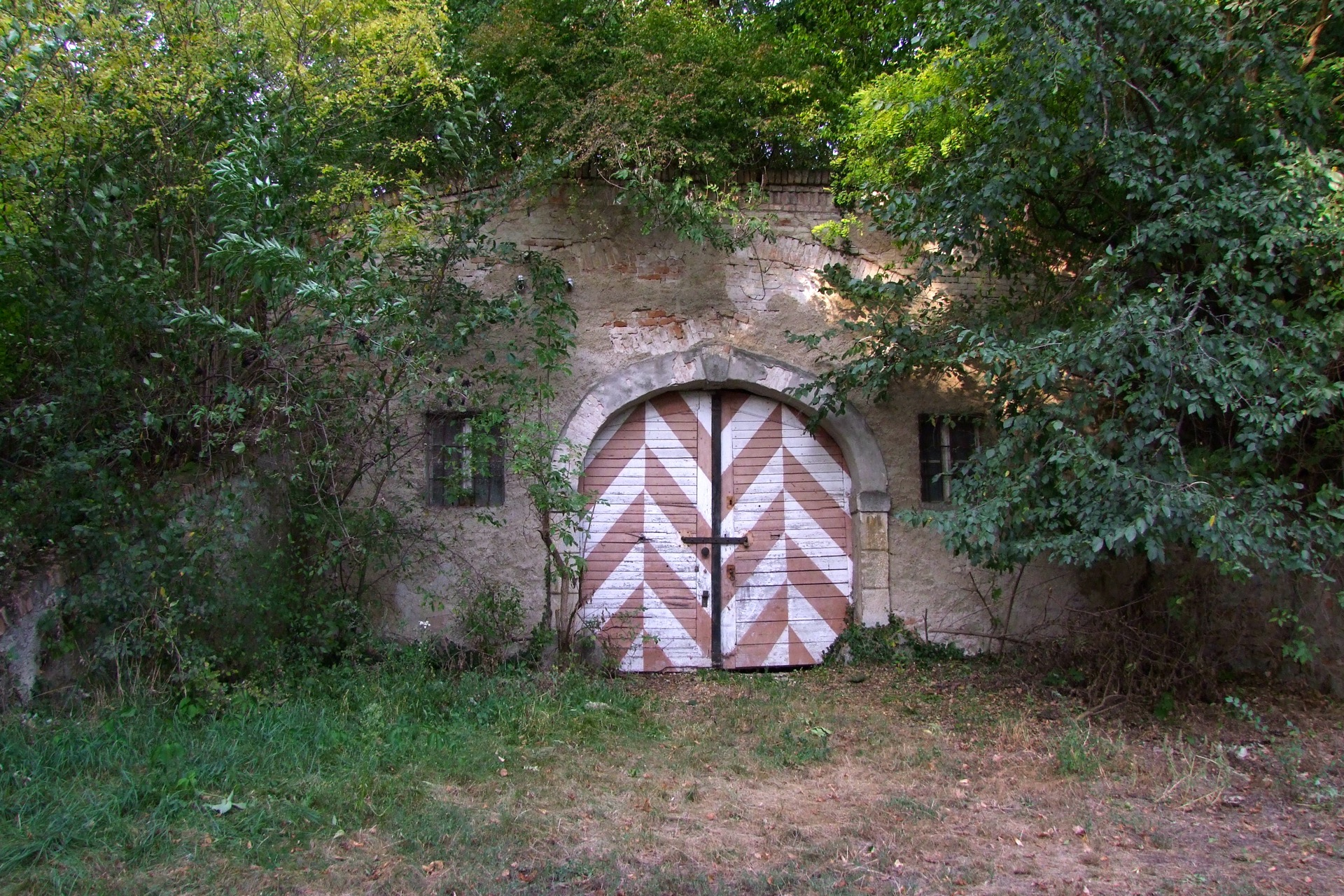
Herrschaftskeller Matzen

Die Liste der Kellergassen in Matzen-Raggendorf führt die Kellergassen in der niederösterreichischen Gemeinde Matzen-Raggendorf an.
Außerdem gibt es am Nordrand von Matzen in Einzellage den denkmalgeschützten Herrschaftskeller.
| Foto |                 | Kellergasse                  | Standort                 | Beschreibung |
| ---- | --------------- | ---------------------------- | ------------------------ | --- |
| BW   | Datei hochladen | Hohlweg, Dechant-Neidl-Gasse | KG: Kleinharras Standort | Das beidseitige Kellergassensystem liegt in Grabenlage im nördlichen Teil des Dorfs. Auf 300 Metern Länge befinden sich 56 Gebäude, davon fünf Um- oder Neubauten. Etwa zwei Drittel der Keller sind traufständig, ein Drittel in Schildmauerform. Mehr als die Hälfte der Keller ist erneuerungsbedürftig. Die älteste Datierung ist von 1900. |
| BW   | Datei hochladen | Harraser Hauptstraße         | KG: Kleinharras Standort | Das einseitige Kellergassensystem liegt in Hanglage am westlichen Ortsrand. Auf 200 Metern Länge befinden sich 18 Gebäude, davon zwei Um- oder Neubauten und eine Scheune. Die Keller sind mehrheitlich traufständig, die Hälfte ist erneuerungsbedürftig. Die älteste Datierung ist von 1919. |
| ja   | Datei hochladen | Kellergasse                  | KG: Matzen Standort      | Die einseitige Einzelkellergasse liegt an einer Geländekante im nordwestlichen Hintaus. Auf 200 Metern Länge befinden sich 31 Gebäude, davon zwölf Um- oder Neubauten teils mit Wohnnutzung. und eine Scheune. Die Keller sind teils traufständig, teils in Schildmauerform; die Hälfte ist erneuerungsbedürftig. Die älteste Datierung ist von 1901. |
| ja   | Datei hochladen | Obere Berggasse              | KG: Matzen Standort      | Die einseitige Einzelkellergasse liegt in Hanglage im nordöstlichen Hintaus. Auf 250 Metern Länge befinden sich 26 Gebäude, davon sieben Um- oder Neubauten. Die Keller sind mehrheitlich traufständig, mehr als die Hälfte ist erneuerungsbedürftig oder verfallen. Die älteste Datierung ist von 1905. |
| ja   | Datei hochladen | Kellerberg                   | KG: Raggendorf Standort  | Die beidseitige Kellergasse befindet sich am östlichen Rand des Orts in einem breiten Hohlweg bzw. in Hanglage. Auf 300 Metern Länge befinden sich 52 Gebäude, davon 38 traditionelle Keller in verschiedenen Bauformen, der Rest sind teils Um- oder Neubauten (einige davon mit Wohnnutzung), teils Gebäude mit sonstiger Nutzung. Die Hälfte der Keller ist giebelständig, ein Drittel der Keller ist erneuerungsbedürftig. Die älteste Datierung ist von 1865. |
| ja   | Datei hochladen | Rebschulgasse                | KG: Raggendorf Standort  | Die einseitige Kellergasse befindet sich im nördlichen Hintaus an einer Geländekante. Auf 100 Metern Länge befinden sich elf Gebäude, davon nur fünf traditionelle Keller, der Rest sind teils Um- oder Neubauten (einige davon mit Wohnnutzung), teils Gebäude mit sonstiger Nutzung. Die Keller sind durchwegs erneuerungsbedürftig, die älteste Datierung ist von 1939. Optisch wird die Kellergasse vom Feuerwehrhaus dominiert.                               |
| ja   | Datei hochladen | Kellergasse, Simandlgasse    | KG: Raggendorf Standort  | Das beidseitige Kellergassensystem am Nordrand des Orts besteht aus zwei V-förmig auseinanderlaufenden Kellergassen. Auf 150 Metern Länge befinden sich 35 Gebäude, davon jedoch nur 20 traditionelle Keller in verschiedenen Bauformen, der Rest Um- oder Neubauten teils mit Wohnnutzung und einige Scheunen. Die Hälfte der Keller ist erneuerungsbedürftig. Die älteste Datierung ist von 1907.                                                                |

| Foto:                    | Fotografie der Kellergasse (Gesamtheit). Klicken des Fotos erzeugt eine vergrößerte Ansicht. Daneben finden sich zwei Symbole: \| Weitere Bilder vorhanden \| Das Symbol bedeutet, dass weitere Fotos des Objekts verfügbar sind. Durch Klicken des Symbols werden sie angezeigt. \| \| Eigenes Foto hochladen \| Durch Klicken des Symbols können weitere Fotos des Objekts in das Medienarchiv Wikimedia Commons hochgeladen werden. \| |
| Name:                    | Bezeichnung der Kellergasse |
| Standort:                | Es ist die Katastralgemeinde (KG) angegeben. Durch Aufruf des Links Standort wird die Lage der Kellergasse in verschiedenen Kartenprojekten angezeigt. |
| Beschreibung             | Kurze Beschreibung der Kellergasse |
| Weitere Bilder vorhanden | Das Symbol bedeutet, dass weitere Fotos des Objekts verfügbar sind. Durch Klicken des Symbols werden sie angezeigt. |
| Eigenes Foto hochladen   | Durch Klicken des Symbols können weitere Fotos des Objekts in das Medienarchiv Wikimedia Commons hochgeladen werden. |